# 카루더스산악다람쥐
카루더스산악다람쥐(Funisciurus carruthersi)는 다람쥐과에 속하는 설치류의 일종이다. 부룬디와 콩고민주공화국, 르완다, 우간다에서 발견된다. 자연 서식지는 아열대 또는 열대 기후 지역의 습윤 산지림이다.

## 아종
4종의 아종이 알려져 있다.
- F. c carruthersi
- F. c birungensis
- F. c chrysippus
- F. c tanganyikae